# Bindahara origenes
Bindahara origenes är en fjärilsart som beskrevs av Hans Fruhstorfer 1912. Bindahara origenes ingår i släktet Bindahara och familjen juvelvingar. Inga underarter finns listade i Catalogue of Life.